# Edmea Lari
Edmea Lari (fl. XX secolo) è stata un'attrice italiana, interprete del cinema negli anni quaranta e cinquanta.

## Biografia
La sua breve carriera comprende soltanto quattro film.
Debutta sullo schermo nel 1948 nel film Madunnella di Ernesto Grassi. Nel 1949 interpreta il ruolo di protagonista femminile nel film La figlia della Madonna di Roberto Bianchi Montero nella parte di Maria.
La terza pellicola in cui appare è Ha fatto 13 del 1951 di Carlo Manzoni.
Il suo ultimo ruolo prima di allontanarsi dal cinema è la parte della locandiera nel film La leggenda di Genoveffa del 1952 di Arthur Maria Rabenalt.

## Filmografia
- Madunnella, regia di Ernesto Grassi (1948)
- La figlia della Madonna, regia di Roberto Bianchi Montero (1949)
- Ha fatto 13, regia di Carlo Manzoni (1951)
- La leggenda di Genoveffa, regia di Arthur Maria Rabenalt (1952)